# Segna di Bonaventura

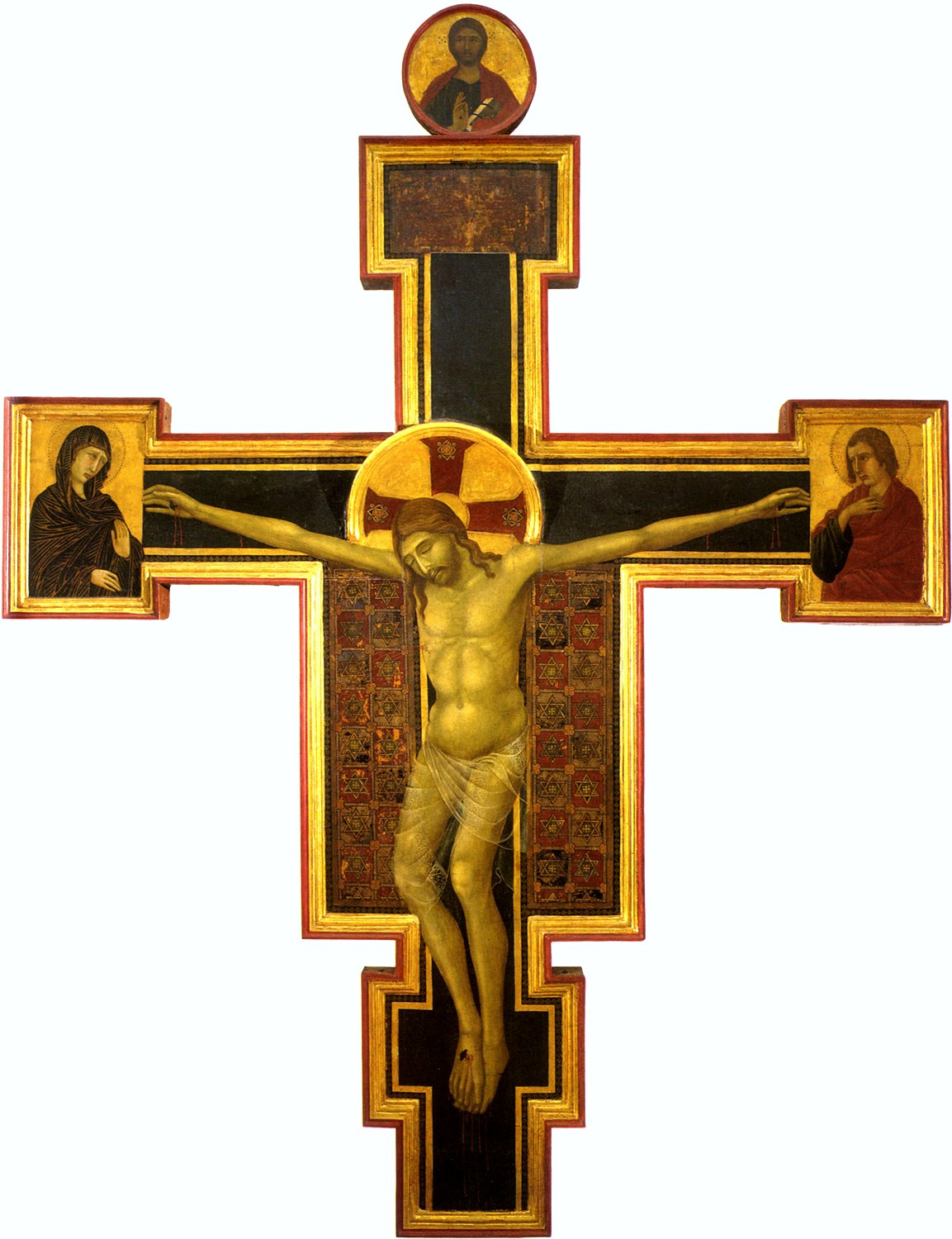
Crocifisso, Pinacoteca Nazionale, Siena

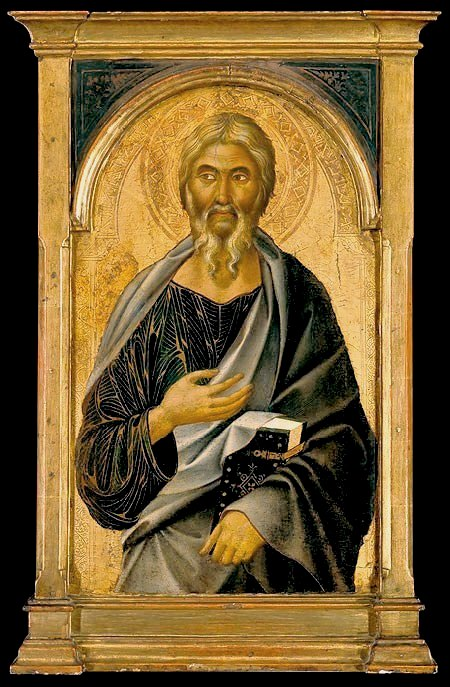
New York City, Metropolitan Museum of Art: San Giovanni Evangelista

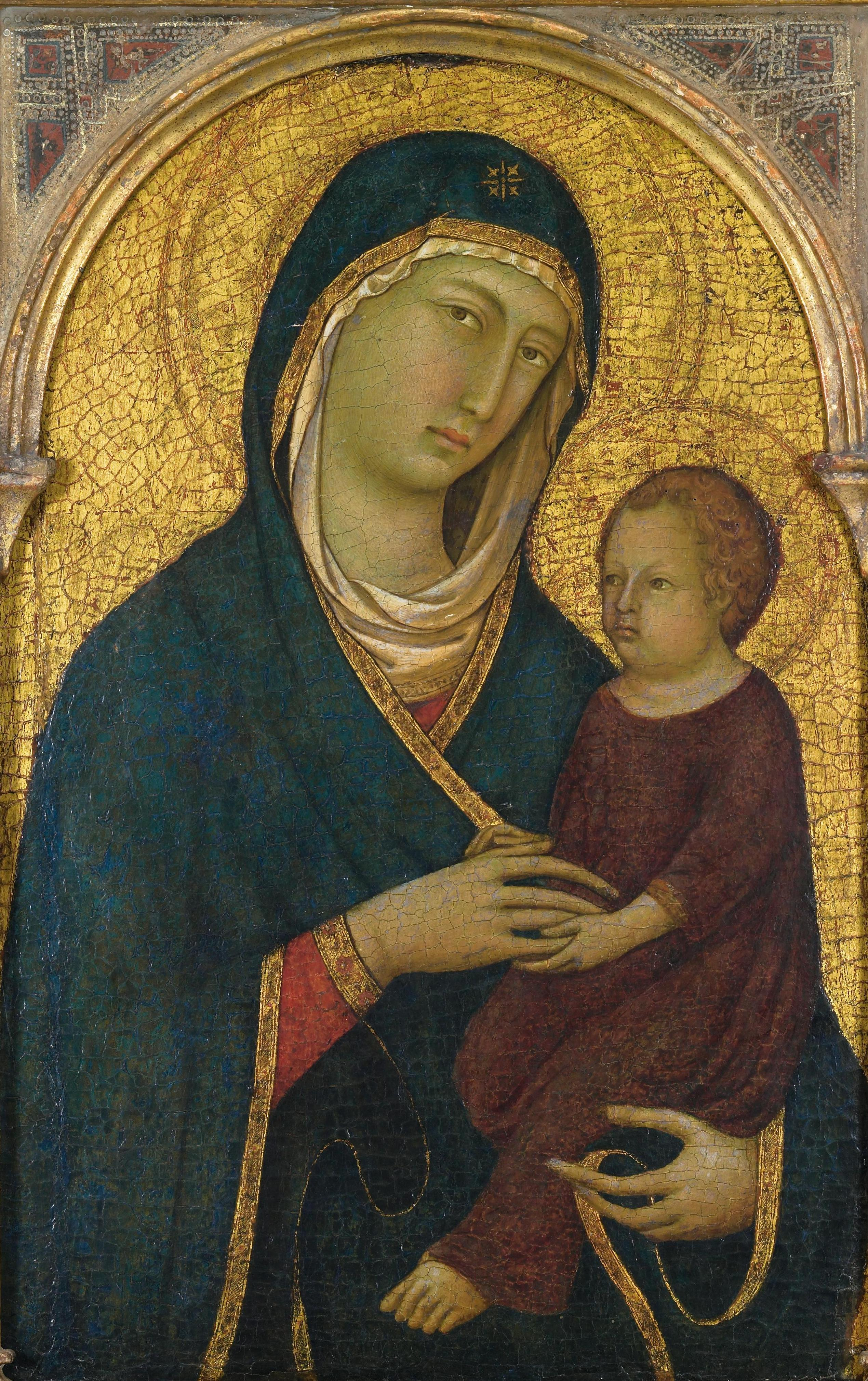
Honolulu Academy of Arts: Madonna col Bambino

Segna di Bonaventura war ein italienischer Maler, der dem Stil der Schule von Siena angehörte.

## Leben
Er wirkte am Ende des 13. und während der ersten Hälfte des 14. Jahrhunderts in Siena und Umgebung. Die Zeit seines künstlerischen Schaffens fällt in die Jahre zwischen 1298 und 1331. In einer Urkunde wird der 4. November 1331 als sein Todesdatum erwähnt. Wahrscheinlich war er ein Cousin des Duccio di Buoninsegna und malte in dessen Stil sowie dem des Simone Martini. Zudem arbeitete mehrfach mit Ugolino di Nerio zusammen. Nur vier seiner Werke hat er mit seinem „Segna mi fecit“ signiert, darunter ein ausdrucksvolles Tafelkreuz, das im Diözesan-Museum in Pienza gezeigt wird. Auch seine Söhne Niccolò di Segna di Buonaventura und Francesco di Segna di Bonaventura waren Maler in Siena.

## Werke (Auswahl)
- Angers, Musée des Beaux-arts: Giudizio Universale (Holzgemälde, 124 × 60 cm, ca. 1300/05 entstanden)[3]
- Arezzo, Chiesa di Badia: Crocifisso (Holzgemälde, 1319 entstanden)[4]
- Asciano, Museo Civico Archeologico e d’Arte Sacra im Palazzo Corboli: Madonna col Bambino (Holzgemälde, 65 × 48 cm, ca. 1305/10 entstanden, entstammt der Collegiata di Sant’Agata)[5]
- Castiglion Fiorentino, Collegiata di San Giuliano: Madonna in trono, auch als Maestà bezeichnet (entstammt der Pieve Vecchia (auch Pieve di San Giuliano)[6])
- Honolulu, Honolulu Academy of Arts: Madonna col Bambino (Holzgemälde, ca. 1325/30 entstanden)
- Massa Marittima, Cattedrale di San Cerbone (Dom): Crocifisso (bemaltes Holzkreuz)
- Minneapolis, Minneapolis Institute of Arts: Madonna col Bambino (Holzgemälde, ca. 1310 entstanden)[7]
- Moskau, Puschkin-Museum:
  - Crocifisso
  - Madonna col Bambino
- München, Alte Pinakothek: Santa Maddalena (Holzgemälde, 44,2 × 29,1 cm, um 1320 entstanden)[8]
- New York City, Metropolitan Museum of Art:
  - San Giovanni Evangelista (Holzgemälde, ca. 1320 entstanden)[9]
  - Diptych with Crucifixion and Madonna and Child Enthroned (Robert Lehman Collection, Holzgemälde, 38,1 × 27 cm, ca. 1315 entstanden)[10]
- Raleigh, North Carolina Museum of Art: Madonna col Bambino (Holzgemälde, 89,9 × 56,5 cm, ca. 1320/30 entstanden)[11]
- Siena, Basilica di San Clemente in Santa Maria dei Servi: Madonna col Bambino (Holzgemälde, 85 × 52 cm, 1319 entstanden)
- Siena, Museo Diocesano di Arte Sacra (Oratorio di San Bernardino), Saal 6: Madonna col Bambino (Holzgemälde, ca. 1310/17 entstanden)
- Siena, Pinacoteca Nazionale:
  - San Paolo, Madonna, San Giovanni Evangelista e San Romualdo (Saal 4, Flügelaltar auf Holz gemalt, 69 × 154 cm, ca. 1310/20 entstanden)
  - Crocifisso (Saal 3, ca. 1310/15 entstanden)[12]